# Marcel Grandjany
Marcel Georges Lucien Grandjany (Parigi, 3 settembre 1891 – New York, 24 febbraio 1975) è stato un arpista e compositore francese con cittadinanza statunitense.
Autore di numerose opere per arpa, fu allievo di Henriette Renié e artefice, assieme alla statunitense Mildred Dilling, della diffusione del suo metodo negli Stati Uniti d'America.